# Bálsamo do Canadá
Bálsamo do Canadá, também chamado terebentina do Canadá ou bálsamo de abeto, é uma terebentina produzida da resina da árvore abeto balsâmico (Abies balsamea) da América do Norte boreal. A resina, dissolvida em óleos essenciais, é um líquido viscoso, pegajoso, incolor ou amarelado que se transforma em uma massa amarelada transparente com a evaporação dos óleos essenciais.
Bálsamo do Canadá é amorfo quando seco. Uma vez que não cristaliza com o envelhecimento, suas propriedades ópticas não se deterioram. Entretanto, possui pouca resistência térmica e a solventes.
Nas diversas aplicações em microscopia, tem sido substituído por formulações sintéticas a base de polímeros e solventes adequados.